# إنريك دوران
إنريك دوران (بالإسبانية: Enric Duran)‏ هو ناشط إسباني، ولد في 23 أبريل 1976 في فيلانوفا إ لا غيلترو في إسبانيا.